# Włodzimierz Nowak (dziennikarz)
Włodzimierz Nowak (ur. 26 lutego 1958 w Poznaniu) – polski dziennikarz, reporter „Gazety Wyborczej” (1993-2016), redaktor naczelny magazynu reporterskiego „Duży Format” (2012-2016).

## Życiorys
Ukończył kulturoznawstwo na Uniwersytecie im. Adama Mickiewicza w Poznaniu. W 1984 został kierownikiem Muzeum „Dom Szewca” w Pszczewie, założył we wsi pismo społeczno-kulturalne Nasza Gmina, był tam przewodniczącym Komitetu Obywatelskiego „Solidarność”. Od stycznia 1993 pracował jako reporter w reporter „Gazecie Wyborczej”. W latach 2012–2016 był redaktorem naczelnym magazynu reporterskiego gazety „Duży Format” (został zwolniony w ramach zwolnień grupowych). Od grudnia 2016 do września 2018 prowadził na stronie wyborcza.pl program wideo „Studio Dużego Formatu”, w którym rozmawiał z reporterami i autorami literatury faktu. Od 2019 kieruje Studiem Reportażu przy Teatrze im. Stefana Jaracza w Olsztynie. Jesienią 2021 dołączył do zespołu OKO.press, gdzie kieruje działem reportażu.

## Nagrody i wyróżnienia
- Grand Press 2004 w kategorii reportaż prasowy za „Mój warszawski szał” (wspólnie z Angeliką Kuźniak)[8]
- Nagroda Stowarzyszenia Dziennikarzy Polskich im. Kazimierza Dziewanowskiego za cykl reportaży z Białorusi (2005) za cykl reportaży z Białorusi opublikowanych pod pseudonimem „Zdzisław Wolniarowicz”[9]
- wyróżnienie honorowe w konkursie o Nagrodę Stowarzyszenia Dziennikarzy Polskich im. Kazimierza Dziewanowskiego (2005) za reportaż prasowy Mój warszawski szał (wspólnie z Angeliką Kuźniak)[10]
- Polsko-Niemiecka Nagroda Dziennikarska za rok 2008[11].
- Nagroda Literacka im. Georga Dehio za książkę Obwód głowy 2010[12]
- honorowe obywatelstwo Gminy Pszczew (2018)[3]

## Książki autorskie
- Obwód głowy, Wydawnictwo Czarne, Wołowiec 2007, ISBN 978-83-8975565-0 (książka znalazła się wśród finalistów Nagrody Literackiej Nike 2008[13])
- Serce narodu, koło przystanku, Czarne, Wołowiec 2009, ISBN 978-83-7536131-5.
- Niemiec. Wszystkie ucieczki Zygfryda, Agora SA, Warszawa 2016, ISBN 978-83-2682345-9 (nominacja do Nagrody Literackiej Nike 2017[14])

## Współautor książek
- Anna z gabinetu bajek, Reportaże roku, Warszawa 1999
- Portrety. Wysokie Obcasy, Warszawa 2000
- Nietykalni. Reportaże roku 1999, Warszawa 2000
- Zły dotyk. Reportaże roku 2000, Warszawa 2001
- Twarze. Wysokie Obcasy, Kraków 2003
- Cała Polska trzaska. Reportaże Gazety Wyborczej 2001-2004, Warszawa 2005
- 20 lat nowej Polski w reportażach według Mariusza Szczygła, Wołowiec 2009